# Bernardov
Bernardov település Csehországban, a Kutná Hora-i járásban. Bernardov Chvaletice, Kojice, Týnec nad Labem, Horušice, Svatý Mikuláš, Záboří nad Labem és Kobylnice településekkel határos. Lakosainak száma 169 fő (2024. január 1.).

## Népesség
A település lakosságának változását az alábbi diagram mutatja:
| Lakosok száma | 281  | 268  | 272  | 247  | 215  | 180  | 197  | 192  | 169  | 169  |
|               | 1869 | 1900 | 1921 | 1961 | 1980 | 2011 | 2016 | 2019 | 2021 | 2024 |